# Squadra emergenza (serie televisiva 1972)
Squadra emergenza (Emergency! o Emergency One!) è una serie televisiva statunitense prodotta dal 1972 al 1977.
La serie, dal taglio semi-documentaristico, mescola il medical drama con l'azione e l'avventura, e vede al centro delle vicende il lavoro quotidiano a Los Angeles di paramedici — professione all'epoca appena creata nella città, e qui al suo debutto in televisione — e medici di pronto soccorso. Dalla serie sono stati tratti anche 6 film per la televisione, realizzati tra il 1978 e il 1979, e una serie animata spin-off intitolata Emergency Plus 4.
La serie è stata trasmessa in anteprima negli Stati Uniti dalla NBC.

## Trama
La serie si concentra sulle giornate di due giovani pompieri/paramedici, John Gage e Roy DeSoto, in servizio alla Stazione 51 del Los Angeles County Fire Department. I due operano in coordinamento con il pronto soccorso dell'ospedale della città, gestito dal primario Kelly Brackett e dal suo staff, di cui fanno parte la capo infermiera Dixie McCall, il neurochirurgo Joe Early e il giovane assistente Mike Morton. Insieme, medici e paramedici lavorano tutti i giorni per salvare vite umane.

## Episodi
| Stagione         | Episodi | Prima TV originale | Prima TV Italia |
| ---------------- | ------- | ------------------ | --------------- |
| Prima stagione   | 12      | 1972               |                 |
| Seconda stagione | 21      | 1972-1973          |                 |
| Terza stagione   | 22      | 1973-1974          |                 |
| Quarta stagione  | 22      | 1974-1975          |                 |
| Quinta stagione  | 22      | 1975-1976          |                 |
| Sesta stagione   | 24      | 1976-1977          |                 |
| Film TV          | 6       | 1978-1979          |                 |

## Personaggi e interpreti

### Personaggi principali
- John Gage (stagioni 1-6), interpretato da Randolph Mantooth.
È un pompiere/paramedico del Los Angeles County Fire Department.
- Roy DeSoto (stagioni 1-6), interpretato da Kevin Tighe.
È un pompiere/paramedico del Los Angeles County Fire Department.
- Kelly Brackett (stagioni 1-6), interpretato da Robert Fuller.
È un medico, primario e responsabile del pronto soccorso dell'ospedale di Los Angeles.
- Dixie McCall (stagioni 1-6), interpretata da Julie London.
È la capo infermiera del pronto soccorso.
- Joe Early (stagioni 1-6), interpretato da Bobby Troup.
È un neurochirurgo.
- Mike Morton (stagioni 1-6), interpretato da Ron Pinkard.
È un giovane assistente.

### Personaggi secondari
- Chester "Chet" Kelly (stagioni 1-6), interpretato da Tim Donnelly.
È un pompiere della Stazione 51 del Los Angeles County Fire Department.
- Marco Lopez (stagioni 1-6), interpretato da Marco Lopez.
È un pompiere della Stazione 51. Parla spagnolo.
- Mike Stoker (stagioni 1-6), interpretato da Mike Stoker.
È un pompiere della Stazione 51.
- Dick Hammer (stagione 1), interpretato da Richard Hammer e da John Smith.
È il capitano dei pompieri della Stazione 51.
- Henry "Hank" Stanley (stagioni 2-6), interpretato da Michael Norell.
È il nuovo capitano dei pompieri della Stazione 51.